# Schlacht von Hamel
Die Schlacht von Hamel fand im Ersten Weltkrieg am 4. Juli 1918 an der Westfront im Somme-Abschnitt östlich von Amiens statt. Dabei gelang es den Alliierten nach einem kombinierten Artillerie- und Infanterie-Angriff mit Tank- und Luftunterstützung den deutschen Truppen die Ortschaft Hamel innerhalb 93 Minuten zu entreißen. Die neu angewandte Taktik wurde von General John Monash konzipiert und von australischen Infanteristen zusammen mit US-amerikanischen Truppen ausgeführt, Unterstützung leistete die britische 5. Tank-Brigade. Bei den bisher üblichen Angriffsverfahren an der Westfront hätte der Weg zum Erfolg mehrere Wochen gedauert und hätte das vierfache an Opfern gefordert.

## Vorgeschichte

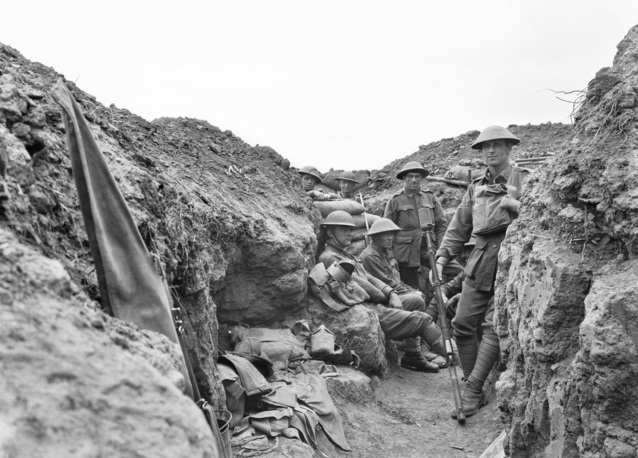
Australier im Schützengraben bei Morlancourt

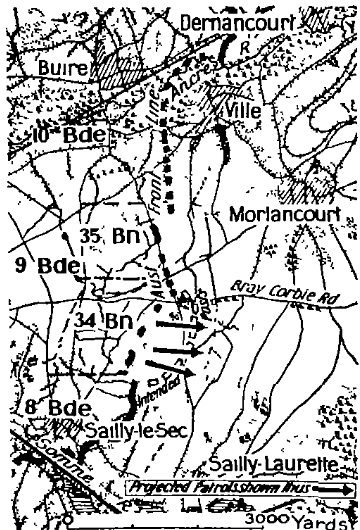
Kämpfe bei Morlancourt, 4. bis 9. Mai 1918

Nach dem Scheitern der ersten Phase der deutschen Frühjahrsoffensive trat am Somme-Abschnitt eine kurze ruhige Kampfpause ein. Beim deutschen Vorstoß auf Amiens Ende März 1918 war die australische 11. Brigade (Brig.-Gen. J. H. Cannan) unter den ersten Einheiten, die deutschen Vorstöße stoppten und den Angriff bei Morlancourt abschlagen konnten. Am 4. April besetzten die deutschen Truppen Le Hamel und rückten weiter auf Villers-Bretonneux vor.
In der zweiten Schlacht von Villers-Bretonneux (24. bis 27. April 1918) gelang es der australischen 13. Brigade (Brig. Gen. T. W. Glasgow) und der 15. Brigade (Brig. Gen. H. E. Elliott) die Stadt Villers-Bretonneux zurückzunehmen, nachdem die Deutschen die britische 8. Division (Generalleutnant William Heneker) daraus verdrängt hatten. Der Abschnitt wurde der 3rd Australian Division (Major General John Monash) übertragen, die im Verband der britischen 4. Armee den Schutz der Frontlinie nordöstlich von Villers-Bretonneux einnahm, wo sie gegenüber den Deutschen schon ab April die Taktik der „weichen Infiltration“ anwandten. Die Essenz der neuen Taktik bestand darin, die Truppen samt Ausrüstung im Schutz der Dunkelheit nahe genug an der gegnerischen Linie zu infiltrieren, um schwere Waffen gegen die Zielgebiete in Stellung zu bringen und dann Panzer als Deckung für die schlagartig angreifende Infanterie einzusetzen. Zwischen dem 4. und 9. Mai versuchte die australische 9. Brigade (Brig. Gen. Rosenthal) in die deutschen Stellungen bei Morlancourt einzubrechen, die vom Reserve-Infanterie-Regiment Nr. 237 der 199. Infanterie-Division gehalten wurde. Dabei sicherte die 10. Brigade (Brigadier General Walter McNicoll) den linken Flügel und die 8. Brigade (Col. Edwin Tivey) der australischen 5. Division die rechte Flanke. Es kam zu Geländegewinnen aber der Durchbruch zur Straße Bray-Corbie war nicht gelungen. Am 11. Mai wurden die Stellungen um Morlancourt der australischen 5. Brigade (Brig. Gen. E. F. Martin) zugewiesen, welche aus dem 17., 18., 19. und 20. Bataillon bestand. Anschließend starteten die Deutschen am 13. Mai mit 200 Mann einen Teilangriff gegen die 5. Brigade, um die verlorenen Positionen zurückzugewinnen, wurden aber bis 14. Mai zurückgeschlagen. Nach dem gescheiterten Gegenangriff brachten die Deutschen die 107. Infanterie-Division als Ablösung nach vorne und begannen am 15. Mai ein schweres Bombardement gegen die australischen Linien. Am 10. Juni fanden um Morlancourt weitere Kämpfe statt. Dabei konnte die australische 7. Brigade (Brig.-Gen. E. A. Wisdom) den Morlancourt – Frontvorsprung stürmen, der bisher das Dorf Sailly-Laurette beherrschte.
Als sich die allgemeine deutsche Offensive im Juni 1918 an den Mittelabschnitt der Westfront verlagerte, stellten sich die Alliierten im Abschnitt der Somme nicht mehr die Frage, wo die Deutschen als Nächstes angreifen würden, sondern bereiteten eine eigene Gegenoffensive vor, die letztendlich den Krieg beenden sollte.

## Planung

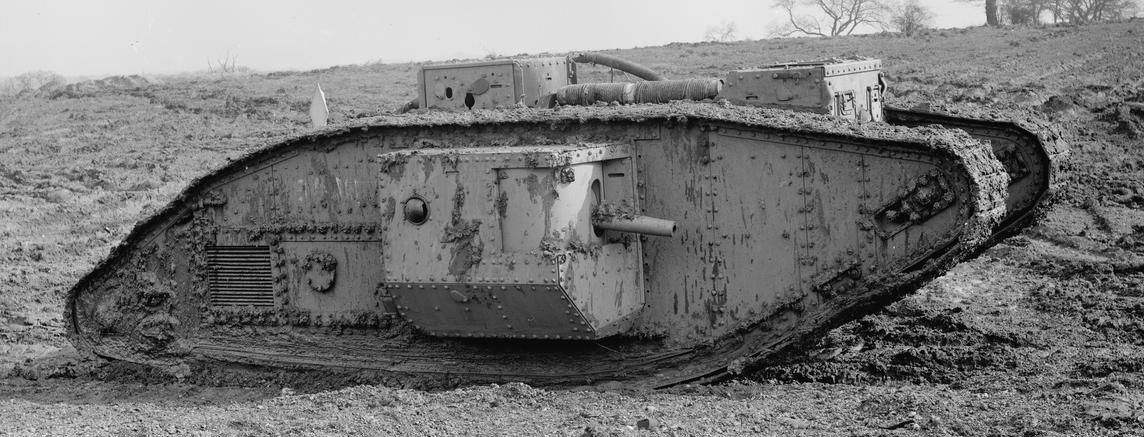
Tank Mark V

Ende Juni begann die britische 4. Armee von General Sir Henry S. Rawlinson mit der Planung einer Reihe begrenzter Gegenangriffe, um ihre Position zu verbessern und sich auf die für Spätsommer geplante Gegenoffensive (Hunderttageoffensive) vorzubereiten. Ein offensichtliches erstes Ziel war der deutsche Frontvorsprung westlich von Hamel. Die Lage des Dorfes auf einer Anhöhe fast zwanzig Kilometer östlich von Amiens ermöglichte es deutschen Artillerie-Beobachtern, das Feuer auf die britischen Nachschubwege in der Stadt zu richten. Die Eroberung von Hamel und Umgebung würde auch die Verteidigung auf dem Hügel 104 – dem höchsten Punkt des Plateaus bei Villers-Bretonneux absichern.
John Monash, seit 1. Juni 1918 Generalleutnant und Kommandeur des Australian Corps sowie vormaliger Ingenieur aus Melbourne war Befürworter des Einsatzes kombinierter Waffengattungen, einschließlich der Beteiligung von Panzern. Die Tank-Waffe befanden sich jedoch noch immer in einem frühen Entwicklungsstadium. Viele Besatzungen waren ungeschult und ihre Fahrkünste war zumeist ungeschickt geblieben. Die frühen Tank-Modelle brachten in den bisherigen Schlacht nur enttäuschende Ergebnisse. Im Sommer 1918 versprach die Einführung des neuen Mark V-Tank – eines schneller wendbaren und besser bewaffneten Typs, im Gegensatz zum Mark IV – die Möglichkeit eines weniger verlustreichen Erfolges. Die vielen Toten der Schlachten, eine tödliche Influenza-Epidemie und ein Rückgang der Rekrutierungsraten brachten auch den Infanterie-Ersatz an der Westfront zum Erliegen. Monash setzte auf eine Strategie, bei der die Truppen nur mehr sparsam dem gegnerischen Feuer ausgesetzt wurde. Am 21. Juni unterbreitete er seinem Vorgesetzten, General Rawlinson, einen akribisch ausgearbeiteten Plan um im Abschnitt Hamel im Morgengrauen einen begrenzten Angriff anzusetzen. General Rawlinson stimmte dem Ansuchen sofort zu und teilte am 27. Juni dem in seinem Befehlsbereich liegenden II. US-Corps (Generalmajor George Windle Read) mit, dass die Teilnahme amerikanischer Soldaten am Angriff bei Hamel als gewünscht wird. Zunächst waren zwei Brigaden der australischen 3. und 4. Division ausgewählt, um den Angriff von Hamel zu führen und zwei weitere als Reserve von der australischen 2. Division bereitgestellt. Vom American Expeditionary Forces wurden vier Kompanien ausgewählt, welche der 33. Division (Maj. Gen. George Bell) entliehen wurden. Große Teile der 26. US-Infanterie-Brigade (131. und 132. Infanterieregiment) wurden erstmals an der vordersten Front eingesetzt. Am frühen 30. Juni, einen Monat nach ihrer Ankunft in Frankreich, trat die C-Kompanie des 131. US-Infanterie-Regiments (Oberst Joseph B. Sanborn) dem australischen 42. Bataillon aus Queensland bei, während die E-Kompanie das südaustralische 43. Bataillon verstärkte. Die Kompanien A und G des 132. Infanterie-Regiments (Oberst Abel Davis) hatten sich beim 13. Bataillon aus New South Wales und beim 15. Bataillon von Queensland zu melden.

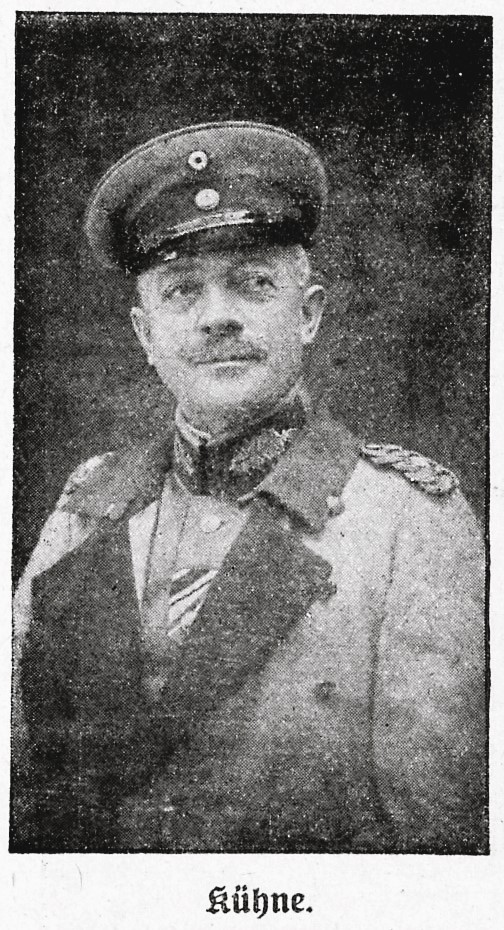
General der Artillerie Viktor Kühne

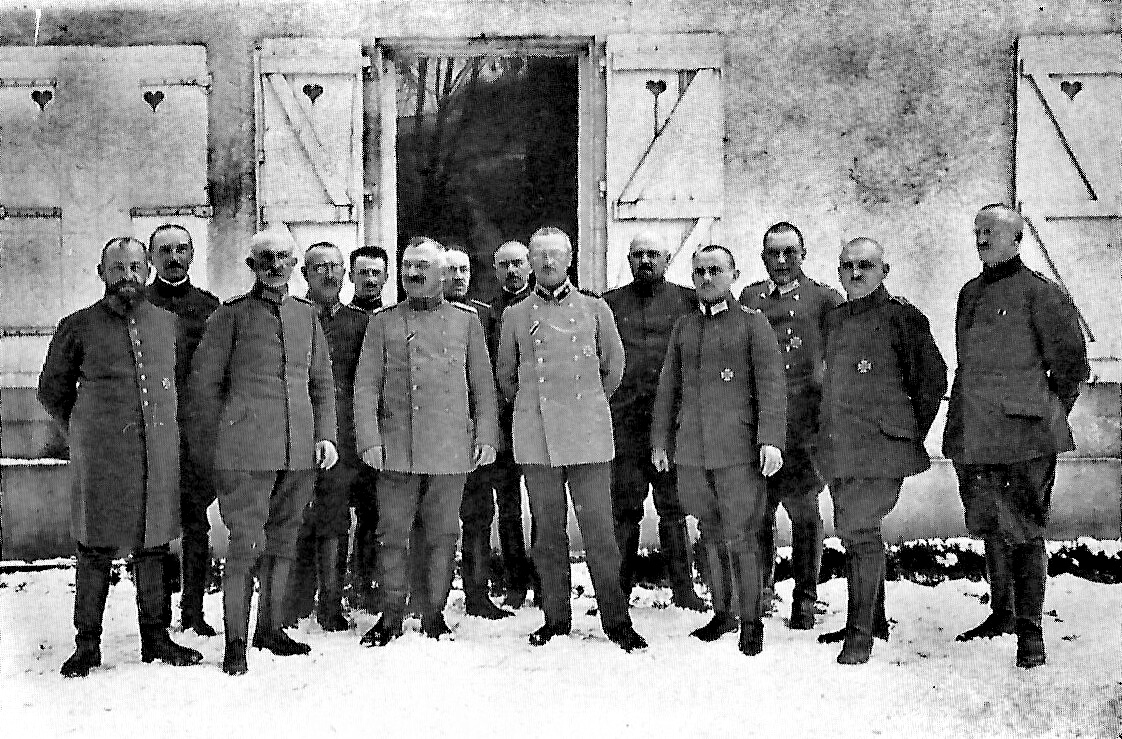
Generalstab der deutschen 13. Infanterie-Division (1918), Generalmajor von Borries in der Mitte

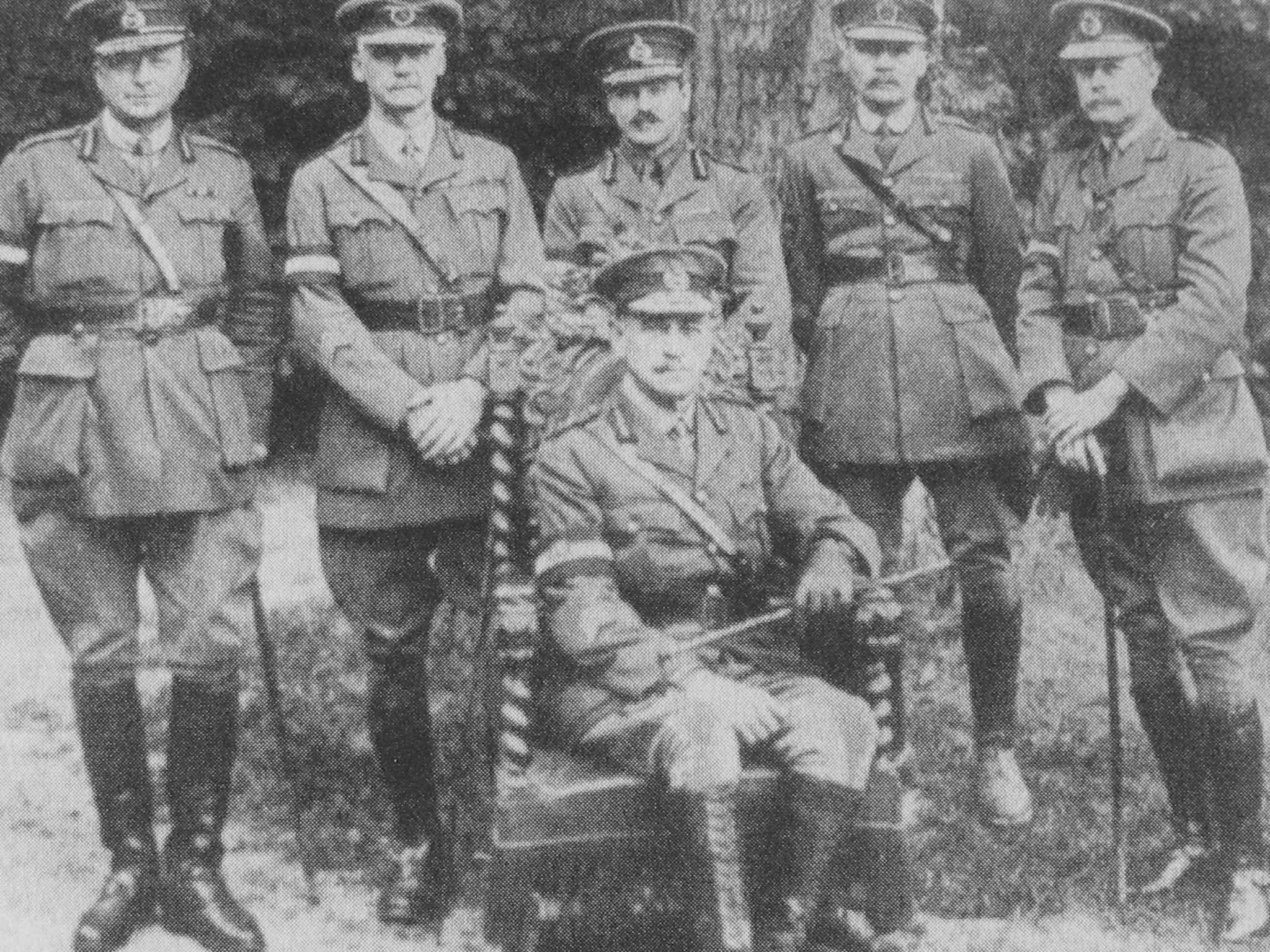
General John Monash mit seinem Stab in Saint-Gratien (31. Mai 1918), von links nach rechts: die Brigadiers C. H. Foot, R. A. Carruthers, T. A. Blamey, L. D. Fraser und W. A. Coxen

Der geplante Durchbruch der Stellungen des deutschen XI. Armee-Korps (Gruppe Kühne) sollte mit dem üblichen Infanterieangriff erfolgen, jedoch mit erheblicher Unterstützung von Panzern. Die deutsche 13. Division war erst kürzlich nach Hamel verlegt worden, nachdem sie einen Monat ausgeruht hatte, während die 43. Reserve-Division zwei Wochen zuvor in und nördlich Hamel Stellung bezogen hatte. Das 202. Reserve-Infanterieregiment hielt Hamel selbst, während das 201. und das 203. RIR die Linie nach Norden verlängerten. Im Abschnitt der 13. Division hielt das Infanterieregiment Nr. 55 den „Birnengraben“ und einen Teil des Bois de Vaire, das Infanterieregiment Nr. 13 den Rest des Waldes von Vaire nach Süden, wo das Infanterieregiment Nr. 15 weiter südlich bis zur Römerstraße in Stellung lag.
Monash wollte so früh wie möglich angreifen, um das Tageslicht zu vermeiden und auch die Sicht des Feindes zu verringern und dadurch die eigenen Truppen so lange wie möglich vor dem feindlichen Abwehrfeuer zu schützen. Infanterie, Artillerie, Panzer und Flugzeuge hatten auf einen über 2 Kilometer tiefen Angriffsabschnitt eng zusammenzuarbeiten. Während der Vorbereitung ließ Monash die Soldaten aus den verschiedenen Panzer- und Infanteriedivisionen mischen und Freundschaften schließen, jedes Infanteriebataillon malte seine Insignien auf die ihnen zugeteilten Panzer. Dies förderte nicht nur die Kameradschaft, sondern erleichterte später auch die Bewegungen, da jedes Bataillon farblich gekennzeichnet besser gemeinsam vorrücken würden. Monash bat auch um weitere 18 Flugzeuge, um Hamel zu bombardieren, sowie um ältere Flugmaschinen mit lauten Motoren, um die Aufmerksamkeit vom Lärm der vorgehenden Tanks abzulenken.
Die alliierte Planung bei der britischen 4. Armee erfolgte unter strenger Geheimhaltung. Zwei Tage vor Beginn der Gegenoffensive veranlasste Monash den Besuch des australischen Premierminister Billy Hughes zu verschieben, dass die Vorbereitungen für den kommenden Angriff nicht gestört würde. Während eines Besuchs im Hauptquartier des II. US-Corps erfuhr der Kommandeur der American Expeditionary Forces, General John J. Pershing, von der Anweisung Rawlinsons amerikanische Truppen für den Angriff auf Hamel einzusetzen. Er riet General Read sofort davon ab, am Unternehmen teilzunehmen. Pershing glaubte, es sei besser, wenn amerikanische Truppen zusammen blieben und nicht als verstreute Einheiten unter den alliierten Armeen kämpften. Am Morgen des 3. Juli erreichte Pershings Befehl zum Rückzug der amerikanischen Verbände sechs der zehn Kompanien, die dem australischen Korps verpflichtet worden waren. Die amerikanischen Truppen reagierten zumeist mit Enttäuschung, der Großteil gehorchte dem Befehl pflichtbewusst. Der Abzug der Amerikaner an diesem späten Zeitpunkt zerstörte den akribischen Plan von Monash, da die Reduktion der australischen Einheiten eine Verschiebung des Angriffs überhaupt bedeutete hätte. Dadurch wäre die Stärke des 16. Bataillons halbiert worden und auch die Mannschaft der 11. Brigade wären von 3.000 auf 2.200 Soldaten gesunken.

## Verlauf

### Am Vortag des Angriffs

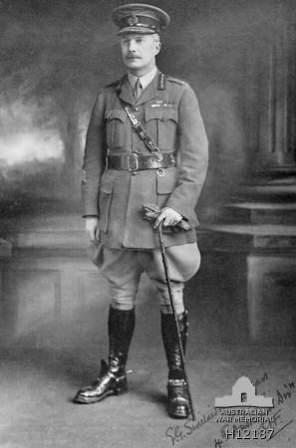
General Ewen George Sinclair-Maclagan, Kommandeur der australischen 4. Division

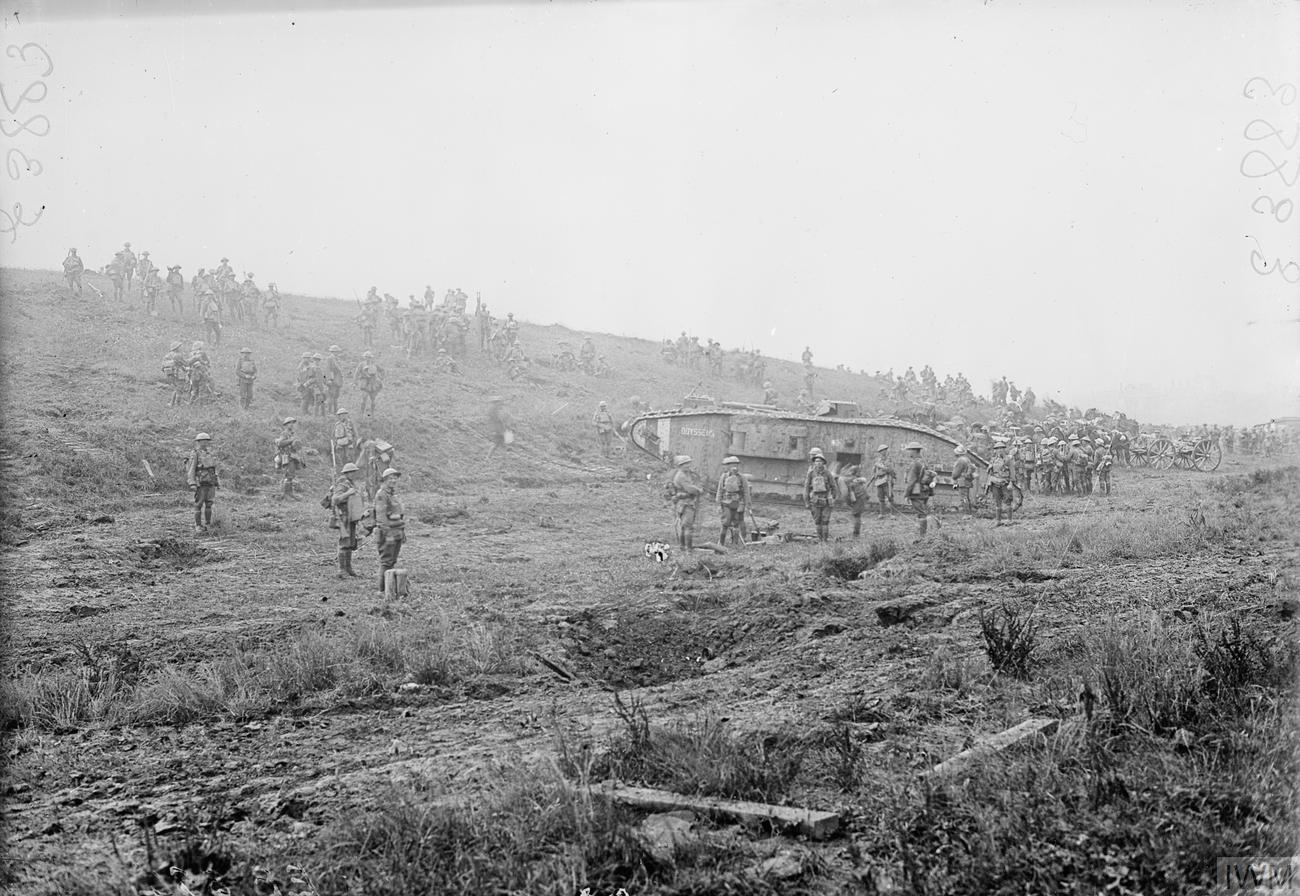
Angriffs-Vorbereitung bei einer australischen Brigade

Am Tag vor der Schlacht, um 16.00 Uhr, erhielt Monash aus dem Hauptquartier der 4. Armee den Befehl, die Abgabe aller Amerikaner aus seinem Kommandobereich der australischen 4. Division zu erteilen. Um 17.00 Uhr bestand Monash aber darauf, dass die verbleibenden vier Kompanien für den Angriff unerlässlich waren. Wenn Rawlinson nicht darauf beharrte, Pershings Befehl zu entsprechen – nämlich alle Amerikaner bis 18:30 Uhr abzuziehen, beabsichtigte er ohne Änderungen des Planes mit den Vorbereitungen fortzufahren. Monash meinte: „Es wäre wichtiger, das Vertrauen der Amerikaner und Australier untereinander zu wahren, als einen Armeekommandanten im Kommando zu bewahren.“ Rawlinson wusste, dass Monash ein talentierter Offizier war und beschloss, seinem Korpsführer zu decken, falls nicht Feldmarschall Douglas Haig selbst, die Entscheidung bis 19.00 Uhr annullieren würde. Der in die Kontroverse eingeweihte Haig rief kurz vor 19.00 Uhr an und löste die Angelegenheit mit einem lakonischen Satz: „Der Angriff muss wie vorbereitet gestartet werden, auch wenn einige amerikanische Abteilungen vor Angriffsbeginn 0:00 Uhr aussteigen würden.“
Monash, der die Eröffnungsaktion vor Tageslicht starten wollte, ging zu Bett um rechtzeitig früh den Angriff zu überwachen. In den frühen Morgenstunden des 4. Juli sah ihn sein Artilleriekommandeur Brigadier W. A. Coxen im Hauptquartier nervös hin- und hergehen. In der Nacht um 22:30 Uhr begannen die britischen Tanks Mark V und Whippet von Fouilloy und Hamelet zu ihren Versammlungsraum 0,8 km hinter der Front vorzufahren. In den Schützengräben genoss das 42. Bataillon eine warme Mahlzeit, als es 144 alliierten Flugzeugen beobachtete, die mehr als 1.100 Bomben auf Hamel abwarfen – währenddessen begannen die Panzer, getarnt durch die Dunkelheit und den Motoren des Fluglärms, ihre Fahrt aus den geschützten Positionen in Wäldern und Obstgärten in ihre Angriffspositionen. Zwischen Mitternacht und 1:45 Uhr folgte die Infanterie den Spuren der Panzer, welche die eigenen aufgemachten Drahtbarrieren durchquert hatten. Monashs Plan sah vor, auf einer 6 Kilometer langen Front die Wälder bei Hamel und Vaire und den erhebenden Sporn dahinter zu erobern, was ein Vorgehen bis zu einer Tiefe von 3 Kilometern erfordern würde.

### Der Angriff

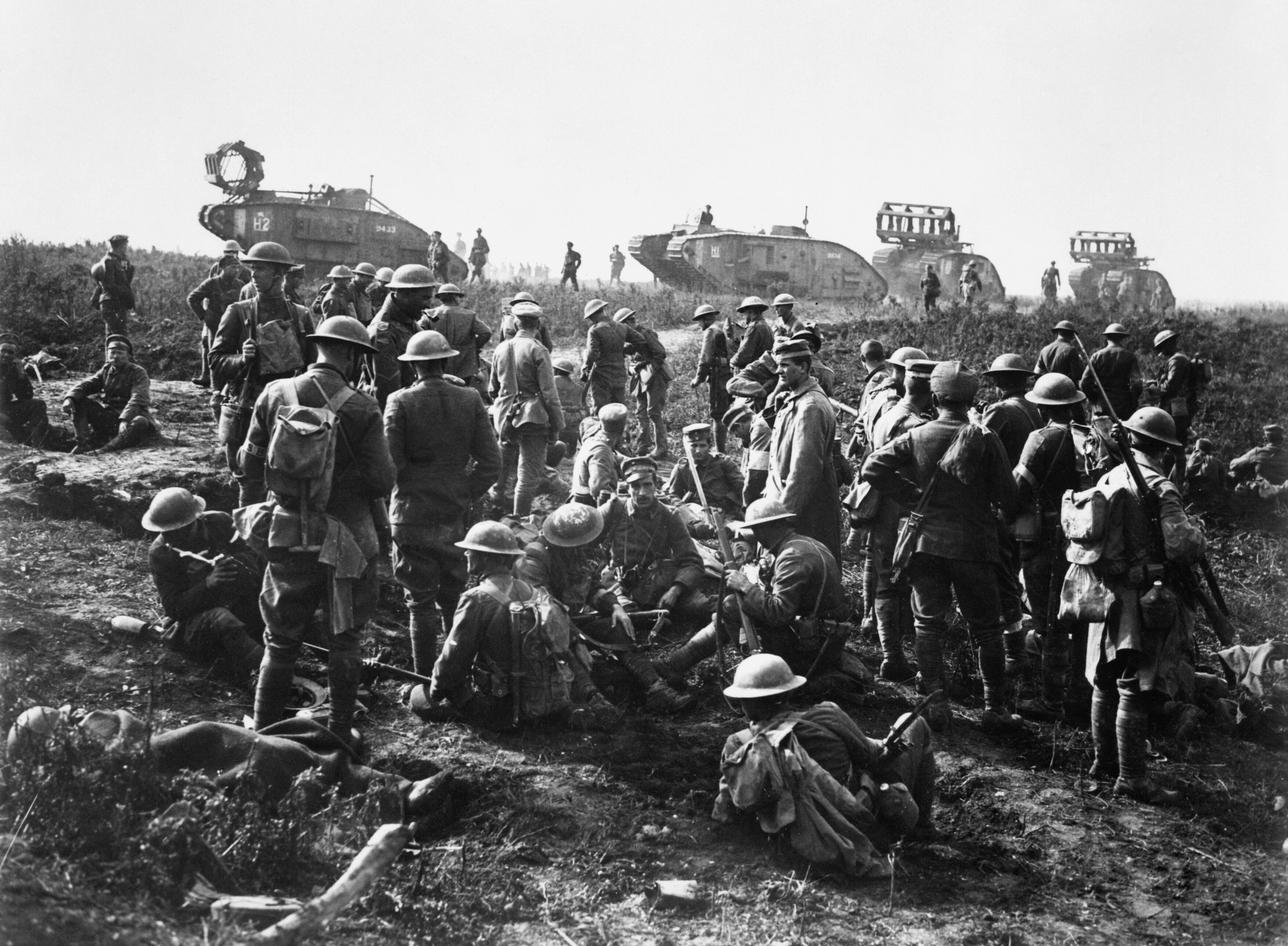
Infanterie und Mark V Tanks warten auf den Einsatz

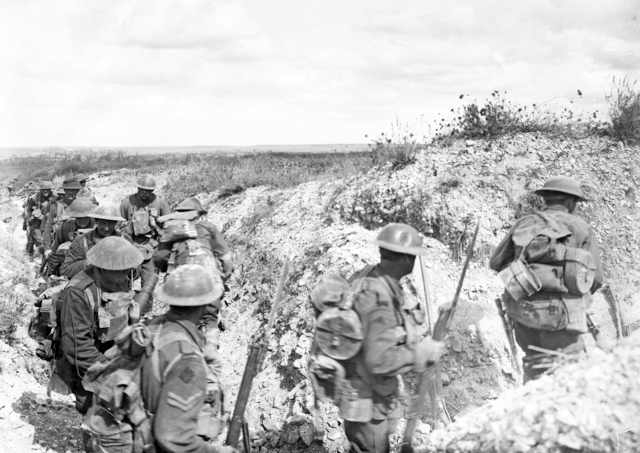
Infanterie der australischen 6. Brigade vor dem Angriff

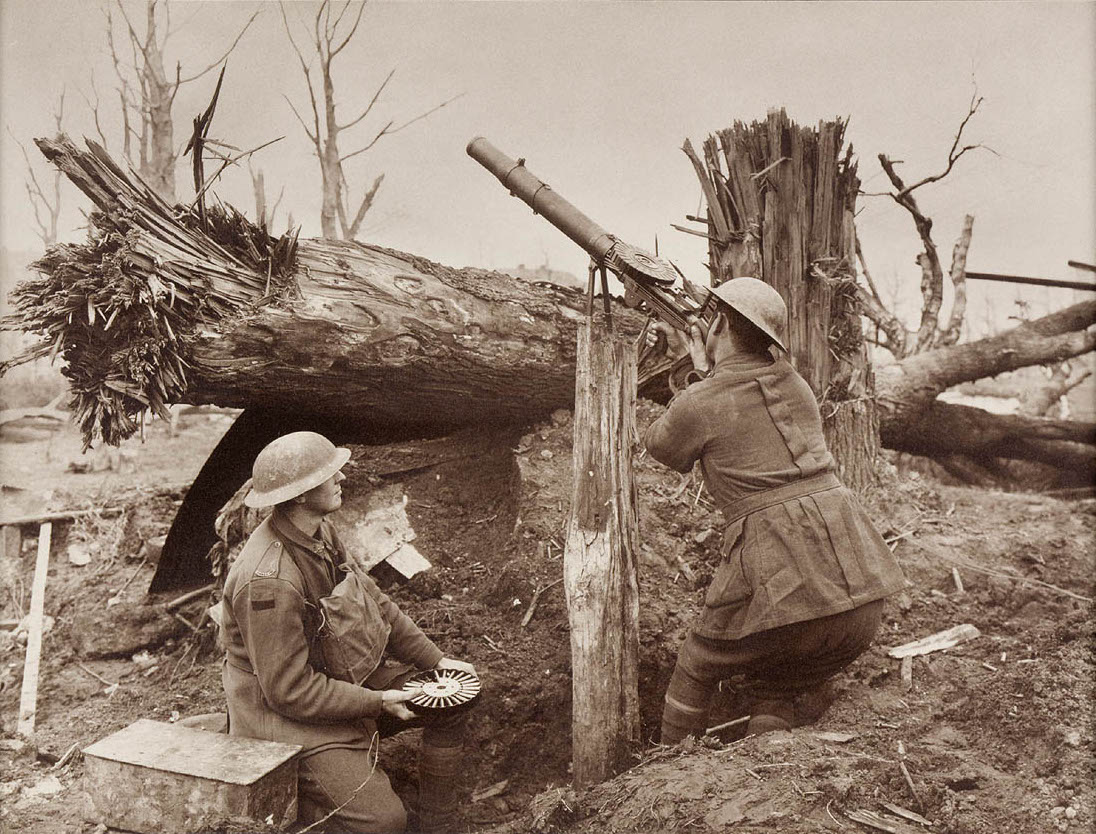
Das Lewis-Machine-Gun im Einsatz

Am 4. Juli um 3:02 wurden die Operationen des australischen Korps aus der Linie Villers-Bretonneux und Corbie gegen Hamel und Umgebung gestartet. Die britische 5. Tank-Brigade war mit 63 Tanks Mark V und Mark A aus der Linie Hamelet–Fouilloy angekommen und eröffnete den Vorstoß. Etwa 7000 Mann der 2. und 4. australischen Division, dazu 1000 Infanteristen der Vereinigten Staaten griffen mit Unterstützung von 85 Schlachtflugzeugen an. Auf deutscher Seite wurde der Abschnitt des XI. Armee-Korps getroffen. Betroffen waren die ganze Front der 13. Division (Generalmajor Rudolf von Borries) und der linke Flügel der 43. Reserve-Division (Generalmajor Wilhelm Knoch). Die deutschen Stellungen im Wald von Vaire und südlich des Dorfes Hamel und des sogenannten „Birnengrabens“ waren durch schmale Baumreihen verbunden. Der Wald von Hamel war der nördlichere der beiden und lag auf einer niedrigen Ebene, die sich zu einem Hügel erhob, auf dem der Bois de Vaire stand. Westlich des Waldgebiets, auf der anderen Straßenseite, die Hamel mit Villers-Bretonneux verband, hatten die Deutschen einen nierenförmigen Graben angelegt, den die Australier „Vaire-Graben“ nannten.
Um 3:10 Uhr folgte der Hauptschlag durch die Artillerie mit 313 Haubitzen und 326 Feldgeschützen, mehr als 100 Vickers-MGs eröffneten das Sperrfeuer. Die weitreichende Artillerie des benachbarten britischen III. Corps (Lieutenant-General Richard Butler) im Norden und das französische XXXI. Korps (General Paul-Louis Toulorge) im Süden unterstützten die Angriffe an beiden Flügeln der angreifenden Australier. Das Sperrfeuer wirkte 183 Meter vor den angreifenden Truppen und wurde dann auf 549 Meter nach vorne verlängert. Vor einigen Wochen hatte Monash angeordnet, dass zu diesem Zeitpunkt Sprengstoff, Nebelgranaten und Giftgas-Geschosse abgefeuert werden sollten, eine Taktik, welche die deutschen Verteidiger dazu zwingen sollte, regelmäßig mit Sperrfeuer zu rechnen, der Nebel sollte dabei das Vorhandensein von Gas vortäuschen. Um 3:14 Uhr verlegte das Sperrfeuer weiter nach vorn und die Infanterie folgte hinter einer Nebelwand, die durch Granateinschläge auf dem kalkhaltigen Boden zusätzlich verstärkt wurde. Man verzichtete auf den Einsatz von Giftgas, dieser Umstand ermöglichte es den Truppen, unter dem Schutz des Nebelschleiers ohne große Verluste vorwärts zu kommen. Während des Angriffs flogen die Schlachtflugzeuge der 8. Squadron (RAF) und 3. Squadron (Australian Flying Corps) über feindliche Linien und bombardierten die gegnerische Infanterie, Waffen und Transportmittel. Die 205. Squadron (RAF) bombardierte die schon an den vorigen Tagen ausgemachten feindlichen Depots und Biwaks.
Den Angriff führten vier australische Brigaden unter Führung des Generalstabes der australischen 4. Division (Generalmajor Ewen Sinclair-MacLagan):
- 4. Brigade, Brig.Gen. Charles Brand
- 6. Brigade, Brig.Gen. John Paton
- 7. Brigade, Brig.Gen. Evan Alexander Wisdom
- 11. Brigade, Brig.Gen. James Harold Cannan
- 5. Tank-Brigade, Brig. Gen. Anthony Courage

Viele Tanks, welche der 4. Brigade zugewiesen worden waren, hatten sich in der Dunkelheit verfahren und kamen für den ersten Angriff nicht rechtzeitig an. Der Angriff des 15. Bataillon der 4. Brigade wurde nur von drei Tanks unterstützt. Das 16. Bataillon, unterstützt von der 4. Mörser-Batterie griff in der Mitte der 4. Brigade an, wobei sich das 15. Bataillon links und das 14. in Reserve befanden. Die Infanterie folgte dem Sperrfeuer in einem Abstand von 70 Metern. Obwohl das Sperrfeuer genau war, trafen einige Garben an der Naht zwischen der 4. und 11. Brigade auf und löschten praktisch einen Zug des 43. Bataillons aus. Weiter südlich wurden bei einem ähnlichen Vorfall 12 Soldaten des 15. Bataillons getötet und 30 Mann verletzt. Die amerikanische C Kompanie unter Captain Carroll M. Gale, welche das australische 42. Bataillon begleitete, folgte hinter dem Sperrfeuer und rückte alle drei Minuten 100 Meter vor. Diese Verbände kamen innerhalb noch innerhalb von 75 Metern unter explodierende Granaten, ohne Verluste zu erleiden. Truppen der E-Kompanie beim 15. Bataillons hingegen verloren 12 Tote und 30 Verwundete, weil die eigenen Granaten ihr Ziel verfehlten. Die B Kompanie des Bataillons bekam schweres Feuer vom Waldrand und vom nördlichen Teil des Vaire-Grabens und verloren ihren Kommandanten. Der Angriff traf auf drei deutsche Abwehrstellungen im Wald von Vaire und Hamel sowie vor dem Dorf Hamel. Die deutsche Abwehr lag in den Händen von etwa 5500 Mann, vom Reserve-Infanterie-Regiment Nr. 202, vom Infanterie-Regiment (1. Westfälisches) Nr. 13, Infanterie-Regiment (2. Westfälisches) Nr. 15 und vom Infanterie-Regiment (6. Westfälisches) Nr. 55.
Die Wälder von Hamel und der Bois de Vaire fielen schnell in die Hände der australischen 4. Brigade. Die Aufgabe Hamel zu erobern, wurde den vier Bataillonen der 11. Brigade und der 11. Mörser-Batterie übertragen. Das 43. Bataillon, in der Mitte der Brigade, wurde beauftragt, das Dorf selbst einzunehmen, während das 42. Bataillon und die Hälfte der 44. links des Waldes von Notamel und die andere Hälfte des 44. Bataillons rechts flankieren würde. Das 41. Bataillon wurde in Reserve gehalten. Hier wurde der Hauptschlag von 27 Panzern unterstützt, ohne diejenigen Tanks, welche die Bemühungen zur Eroberung des sogenannten „Birnengrabens“ unterstützten. Die Bediener der schweren Lewis-Maschinengewehre feuerten großteils aus der Hüfte, wodurch die deutschen Maschinengewehr-Nester niedergehalten werden konnten. Sie mussten zwar selbst schwere Verluste hinnehmen, erkauften aber genug Zeit, damit ein MG-Zug etwa zwei gegnerische MG-Nester ausheben konnten. Beim Wald von Notamel war der deutsche Widerstand anfangs stark, da die feindlichen Stellungen gut positioniert waren, und den Angreifern ineinander greifendes Feuer entgegen schlug. Eine Kompanie des 43. Bataillons wurde am Rande des Waldes kurz von einem intakten deutschen Maschinengewehr aufgehalten, bevor ein Tank die Position überrollte; weiter nördlich hatte das 42. Bataillon mit Präzisionsfeuer seine Positionen erfolgreich erreicht.
Die Südflanke der Angriffsfront erstreckte sich entlang der Römerstraße nach Osten. Auf der rechten Seite der 4. Brigade hatten Teile der 6. Brigade – das 21. und 23. Bataillon die Aufgabe erhalten, dieses Gebiet mit direkter Unterstützung der Artillerie zu nehmen. Sie wurden durch das 25. Bataillon verstärkt, das von der 7. Brigade abgetrennt worden war, um das gegnerische Feuer an der Flanke auszuschalten. Sobald der Angriff gestartet war, ging das 21. Bataillon auf der linken Flanke vor und überwand, unterstützt durch Tanks und Sperrfeuer, den relativ leichten deutschen Widerstand. Auch das 23. Bataillon rückte fast verlustlos vor, obwohl es auf stärkeren Widerstand traf. Andererseits hatte das 25. Bataillon schwere Verluste und verlor fast zwei ganze Züge, als deutsche Maschinengewehrstellungen in ihre Reihen feuerten. Als die Deutschen einen Gegenangriff starteten, wurde eine Notruf um Artillerieunterstützung getätigt und ein weiterer Zug wurde herangezogen, um den Gegner einzudämmen, schließlich sicherte das 25. Bataillon alle erreichten Ziele nördlich der Römerstraße. Die Tanks rollten 1100 Meter vor und waren maßgeblich daran beteiligt, den deutschen Willen zu weiteren Gegenangriffen zu brechen.
Im nördlichen Sektor bei Morlancourt wurden auch bei der australischen 15. Brigade (Col. Lt. J. C. Stewart) um 3:10 Uhr gegenüber dem deutschen 52. und 232. Reserve-Infanterieregiment ein Täuschungsangriff gestartet, der einen Teil der deutschen Grabenlinie um Ville-sur-Ancre erobern und halten konnte. Der Angriff begann mit dem Artilleriefeuer der australischen 5. Division (Major General J. T. Hobbs). Eine Kompanie des 58. Bataillons griff entlang der Ancre auf 700 Meter Breite an, während zwei Kompanien des 59. Bataillons einen Angriff gegen eine 500 Meter breite Linie der deutschen Vorposten unternahmen. In der Folge begannen die Deutschen, die Position auf den Höhen von Morlancourt durch Gegenstöße abzusichern. Ein Bataillon des 247. Reserve-Infanterie-Regiments der 54. Reserve-Division wurde für einen Gegenangriff angesetzt, der jedoch allein durch das Feuer der australischen und britischen Artillerie zerschlagen wurde.

### Ausklang
Nachdem die Australier und Amerikaner das Dorf Hamel eingenommen hatten, begannen sie sofort mit dem Aufbau der Verteidigungsstellungen. Die Säuberung der Wäldern von Vaire und Hamel war um 7:00 Uhr abgeschlossen. Die Tanks blieben bis 17:30 Uhr zur Unterstützung am Schlachtfeld und wurden dann zurückgezogen und nahm einige der Verwundeten mit. Während der ganzen Nacht zum 5. Juli feuerten deutsche Scharfschützen auf die Linie der Alliierten. Die Deutschen behinderten die australischen Truppen um Hamel weiterhin, unternahmen kleine Luftangriffe und eröffneten ein Bombardement um einen Gegenangriff vorbereiteten. Der deutsche Gegenangriff fand dann am Abend des 5. Juli um 22:00 Uhr statt. Nach dem Abschuss von Phosgen und Senfgas Granaten gingen etwa 200 Mann des Reserve-Infanterieregiments 201 vor und brachen im Sektor des australischen 44. Bataillon bei Le Hurleux ein. Die Deutschen nahmen ein Dutzend australischer Krankenträger gefangen, konnten jedoch keine Verstärkung erhalten, weil die britische Artillerie ihre Rückzugslinien unter Feuer nahmen.
Als sich das 44. Bataillon zum Gegenstoß sammelte, wurde es auch durch die Amerikaner vom 43. Bataillon verstärkt. Am 6. Juli um 2:00 Uhr griffen die beiden Bataillone die abgeschnittenen deutschen Truppen an. Die deutschen Sturmtruppen hielten stand, überprüften die Lage und zogen sich dann zurück, die gefangenen Krankenträger wurden befreit. Die vier amerikanischen Kompanien, die bei Hamel eingesetzt waren, wurden nach der Schlacht aus der gezogen und kehrten wieder zu ihren Stammregimentern zurück. Monash bedankte sich für den amerikanischen Einsatz persönlich bei Generalmajor Bell, während Pershing ausdrückliche Anweisungen gab, dass US-Truppen nicht ohne seine Zustimmung auf ähnliche Weise eingesetzt werden dürften.

## Verluste und Folgen
Die Offensive auf Hamel endete mit einem taktischen Sieg der alliierten Waffen. Alle gesteckten Ziele waren in 93 Minuten erreicht worden, nur drei Minuten länger als Monashs berechnet hatte. Trotz Befürchtungen der australischen Infanterie hatten, bis auf drei, alle britischen Panzer ihre Angriffsziele erreicht.
Die Verluste der Alliierten beliefen sich auf 1380 Tote oder Verwundete. Allein die australischen Truppen hatten 1062 Mann verloren, 800 davon wurden getötet. Die beiden Brigaden der australischen 2. Division (Major General Sir Charles Rosenthal), die vorübergehend der australischen 4. Division angegliedert waren, verloren 246 Mann. Die amerikanischen Opfer zählten 176 Mann, davon 26 Tote. Fünf der alliierten Panzer wurden während des Angriffs beschädigt, konnten später aber repariert werden. Die Verluste unter den britischen Panzerbesatzungen beliefen sich auf 13 Tote oder Verwundete. Eine große Menge britischer Ausrüstung, die von den Deutschen bei der Einnahme von Hamel im April erbeutet worden war, wurde ebenfalls geborgen. Weitere 142 Opfer hatte die australische 15. Brigade während ihres Ablenkungsangriffs nördlich Morlancourt erlitten.
Die deutschen Verluste betrugen 2000 Mann, davon 1600 Gefangene, dazu kamen 177 Maschinengewehre und 32 Mörser. Nur einen Monat später wurde das Manöver in einem größeren Maßstab in der Schlacht bei Amiens am 8. August 1918 wiederholt, der dortige Sieg läutete nach Worten des Generals Erich Ludendorff den „Schwarzen Tag des deutschen Heeres“ die endgültige Niederlage des deutschen Kaiserreiches ein.